# Ashraf Helmy
Ashraf Helmy (arabisch أشرف حلمي, DMG Ašraf Ḥilmī; * 24. April 1967 in Kairo) ist ein ägyptischer  Tischtennisspieler. Er ist vierfacher Afrikameister und nahm an den Olympischen Spielen 1988, 1992 und 2000 teil.

## Werdegang
Bei der Teilnahme an fünf Weltmeisterschaften von 1985 bis 1999 kam Ashraf Helmy nie in die Nähe von Medaillenrängen. Am erfolgreichsten war er mit vier Titelgewinnen bei Afrikameisterschaften: 1990 im Mixed mit Nihal Meshref, 1992 im Einzel sowie 1998 im Doppel mit Ahmed Ali Saleh und mit der Mannschaft. Viermal stand er im Endspiel. 
Bei den Olympischen Spielen 1988 in Seoul trat er im Einzelwettbewerb an. Hier gewann er zwei Spiele und verlor fünf. Damit verpasste er den Einzug in die Hauptrunde und landete auf Platz 49. 1992 in Barcelona blieb er im Einzel ohne Sieg, drei Niederlagen belegte er den geteilten letzten Platz 49. 1992 in Sydney war er im Einzel und im Doppel aktiv. Auch hier gelang im Einzel kein Sieg, nach zwei Niederlagen kam er wieder den geteilten letzten Platz 49. Auch im Doppel mit El-Sayed Lashin reichte es nur zum geteilten letzten Platz 33.

## Privat
Ashraf Helmy ist verheiratet mit Nihal Meshref. Seine Tochter Yousra, sein Sohn Mahmoud und seine Nichte Dina Meshref sind ebenfalls Tischtennis-Nationalspielerinnen.

## Spielergebnisse bei den Olympischen Spielen
- Olympische Spiele 1988 Einzel in Vorgruppe F[2]
  - Siege: Farjad Saif (Pakistan), Raymundo Fermín (Dominikanische Republik)
  - Niederlagen: Desmond Douglas (Großbritannien), Huang Huei-Chieh (Taiwan), Zoran Kalinić (Jugoslawien), Cláudio Kano (Brasilien), Erik Lindh (Schweden)
- Olympische Spiele 1992 Einzel in Vorgruppe C[3]
  - Siege: -
  - Niederlagen: Jörgen Persson (Schweden), Matthew Syed (Großbritannien), Nicolas Chatelain (Frankreich)
- Olympische Spiele 2000 Einzel  in Vorgruppe B[4]
  - Siege: -
  - Niederlagen: Jörg Roßkopf (Deutschland), David Zhuang (USA)
- Olympische Spiele 2000 Doppel mit El-Sayed Lashin in der Qualifikationsrunde[5]
  - Siege: -
  - Niederlagen: Todd Sweeris/David Zhuang (USA)

## Turnierergebnisse
| Verband | Veranstaltung       | Jahr | Ort          | Einzel         | Doppel         | Mixed      | Team |
| ------- | ------------------- | ---- | ------------ | -------------- | -------------- | ---------- | ---- |
| EGY     | African Cup         | 1998 | Cairo        | 4              |                |            |      |
| EGY     | Afrikameisterschaft | 1988 | Lagos        |                |                |            | 2    |
| EGY     | Afrikameisterschaft | 1990 | Casablanca   | QF             | Halbfinale     | Winner     | 2    |
| EGY     | Afrikameisterschaft | 1992 | Lagos        | Winner         |                |            | 2    |
| EGY     | Afrikameisterschaft | 1994 | Cairo        | QF             |                | Halbfinale | 2    |
| EGY     | Afrikameisterschaft | 1998 | Port Louis   | Halbfinale     | Winner         |            | 1    |
| EGY     | Afrikaspiele        | 1987 | Nairobi      | QF             |                |            | 2    |
| EGY     | Afrikaspiele        | 1991 | Cairo        | Halbfinale     | Halbfinale     |            | 2    |
| EGY     | Afrikaspiele        | 1995 | Harare       |                | Runn-up        |            | 2    |
| EGY     | Afrikaspiele        | 1999 | Johannesburg | Halbfinale     |                |            | 2    |
| EGY     | Olympische Spiele   | 1988 | Seoul        | Lost 1st stage | dnp            |            |      |
| EGY     | Olympische Spiele   | 1992 | Barcelona    | Lost 1st stage | dnp            |            |      |
| EGY     | Olympische Spiele   | 2000 | Sydney       | Lost 1st stage | Lost 1st stage |            |      |
| EGY     | World Cup           | 1993 | Guangzhou    | 13-16th places |                |            |      |
| EGY     | World Cup           | 1994 | Taipei       | 13-16th places |                |            |      |
| EGY     | Weltmeisterschaft   | 1985 | Gothenburg   | Qual           | Qual           | dnp        | 43   |
| EGY     | Weltmeisterschaft   | 1987 | New Delhi    | Rd of 128      | Qual           | Qual       | 43   |
| EGY     | Weltmeisterschaft   | 1993 | Gothenburg   | Qual           | Rd of 64       | Qual       | 53   |
| EGY     | Weltmeisterschaft   | 1997 | Manchester   | Rd of 128      | Rd 1           | dnp        | 27   |
| EGY     | Weltmeisterschaft   | 1999 | Eindhoven    | Rd of 128      | Rd of 64       | dnp        |      |